# كين مدفورد
كين مدفورد  (بالإنجليزية: Ken Mudford)‏ كان متسابق دراجات نارية نيوزلندي. نافس في سباقات بطولة العالم لفئة 500 سي سي ولفئة 350 سي سي ولفئة 50 سي سي. كما شارك في كأس جزيرة مان السياحية.